# I Giochi olimpici invernali
I I Giochi olimpici invernali (in francese Iers Jeux olympiques d'hiver, originariamente chiamati Settimana internazionale degli sport invernali), noti anche come Chamonix '24, si sono svolti a Chamonix-Mont-Blanc (Francia) dal 25 gennaio al 5 febbraio 1924.
Dato il successo della "Settimana internazionale degli sport invernali" il 6 maggio 1926, tre settimane dopo l'ultima edizione dei Giochi nordici, nel corso della 24ª sessione del CIO, tenutasi a Lisbona, il CIO decise di istituire i Giochi olimpici invernali, da svolgersi ogni quattro anni come i già esistenti Giochi olimpici estivi. Nella stessa sessione il CIO decise di designare retroattivamente le gare di Chamonix come I Giochi olimpici invernali, anche su pressione dei Paesi nordici, e di assegnare a Sankt Moritz l'organizzazione della seconda edizione nel 1928.

## Assegnazione
Al congresso del CIO del 1921 si decise che la nazione organizzatrice dell'edizione successiva dei Giochi olimpici, la Francia, avrebbe anche ospitato una distinta "Settimana internazionale degli sport invernali", sotto il patrocinio dello stesso CIO. Nel 1922 si tenne un congresso della commissione internazionale dello sci, che portò alla nascita, il 2 febbraio, della Federazione Internazionale Sci (FIS).

## I Giochi
Dal 25 gennaio al 4 febbraio 1924 si tenne la "Settimana internazionale degli sport invernali" a Chamonix-Mont-Blanc, alla quale parteciparono complessivamente 258 atleti in rappresentanza di 16 nazioni, che si cimentarono in 16 gare di 5 diverse discipline.

### Discipline
Ai I Giochi olimpici invernali furono presenti 9 discipline (raggruppati in 5 sport):
- Bob
- Curling (dimostrativo)
- Hockey su ghiaccio
- Pattinaggio
  -  Pattinaggio di figura
  -  Pattinaggio di velocità
- Sci nordico 
  -  Combinata nordica
  -  Pattuglia militare
  -  Salto con gli sci
  -  Sci di fondo

## Risultati

### Medagliere
| Posizione | Paese         |    |    |    | Totale |
| --------- | ------------- | -- | -- | -- | ------ |
| 1         | Norvegia      | 4  | 7  | 6  | 17     |
| 2         | Finlandia     | 4  | 4  | 3  | 11     |
| 3         | Austria       | 2  | 1  | 0  | 3      |
| 4         | Svizzera      | 2  | 0  | 1  | 3      |
| 5         | Stati Uniti   | 1  | 2  | 1  | 4      |
| 6         | Gran Bretagna | 1  | 1  | 2  | 4      |
| 7         | Svezia        | 1  | 1  | 0  | 2      |
| 8         | Canada        | 1  | 0  | 0  | 1      |
| 9         | Francia       | 0  | 0  | 3  | 3      |
| 10        | Belgio        | 0  | 0  | 1  | 1      |
| Totale    | Totale        | 16 | 16 | 17 | 49     |

### Protagonisti
- Charles Jewtraw (USA, pattinaggio): è il primo campione olimpico della storia dei Giochi olimpici invernali. Vince la prima gara dei Giochi, i 500 m di pattinaggio velocità.
- Herma Szabo-Plank (Austria, pattinaggio) è la prima donna campionessa olimpica della storia dei Giochi olimpici invernali. Vince il concorso individuale femminile di pattinaggio artistico, l'unica gara femminile in programma.
- Thorleif Haug (Norvegia, sci nordico): vince tutte e tre le gare di sci nordico in programma (18 km e 50 km di fondo, combinata nordica).